# Hiroaki Sakurai
Hiroaki Sakurai (桜井弘明?, Sakurai Hiroaki; ...) è un regista di anime giapponese.
Nel 1987 aveva realizzato gli storyboard per il cartone animato The Real Ghostbusters, con lo pseudonimo Hiroyaka Sakurai. Ha poi debuttato come regista nel 1992 con Un fiocco per sognare, un fiocco per cambiare. 
È principalmente conosciuto per aver diretto UFO Baby e l'adattamento giapponese di Cromartie High School. Fra gli altri anime diretti da Sakurai si possono citare PaRappa the Rapper, Di Gi Charat Nyo!, Nanaka - Ma quanti anni hai, Kaichō wa Maid-sama! e Saiki Kusuo no Psi-nan.